# Múnia d'Astúries
Múnia o Nuna (en castellà Nuña) va ser reina consort d'Astúries pel seu matrimoni amb el rei Ordoni I.

## Orígens familiars
Es desconeixen els seus orígens familiars, tot i que existeix la hipòtesi que era germana de Gatón del Bierzo, un magnat que va contribuir a la conquesta i poblament de Galícia, Lleó i Zamora.

## Regnat
Anomenada a voltes Munia Domna, apareix de forma abundant a la documentació generada per Ordoni I a partir del 852, principalment a donacions i privilegis a favor de diverses esglésies i monestirs asturians. Va tenir diversos fills amb el monarca, entre les quals destaca el futur Alfons III el Gran (848-910). Flórez també esmenta després uns germans anomenats Beremund, Nuno, Odoari i Fruela, els quals haurien acabat cegats pel seu germà gran perquè van ordir una rebel·lió contra ell una vegada coronat. Tanmateix, la historiografia moderna ha descartat aquests germans i esmenta que va ser el bisbe Pelai d'Oviedo el que va afegir aquest parentesc sense fonament.

## Mort
Quant a la data de defunció de la reina, es desconeix en quin moment va succeir o si va quedar vídua, atès que Ordoni I va morir el 866 i va ser succeït per Alfons III. En qualsevol cas, hom afirma que va ser ser sebollida a l'església de Santa Maria d'Oviedo.